# Jamael Westman
Jamael Anwar Hermitt-Westman (Londra, 19 dicembre 1991) è un attore britannico.

## Biografia
James Westman è nato a Londra ed è cresciuto nei quartieri meridionali della capitale Brixton e Streatham. Ha studiato alla Royal Academy of Dramatic Art laureandosi nel 2016. Nel 2016 ha fatto il suo debutto sulle scene londinesi nel dramma Torn in scena al Royal Court Theatre, mentre nel 2017 ha recitato nella tragedia rinascimentale Il diavolo bianco in scena alla Sam Wanamaker Playhouse.
Nel 2017 ha ottenuto il successo quando è stato scelto per interpretare Alexander Hamilton nella prima londinese del musical premio Pulitzer di Lin-Manuel Miranda Hamilton in scena al Victoria Palace Theatre. L'interpretazione di Westman ottenne il plauso della critica e l'attore è rimasto nel cast per oltre due anni consecutivi, ottenendo una candidatura al Laurence Olivier Award al miglior attore in un musical e vincendo l'Evening Standard Theatre Award al miglior esordiente. Dopo aver recitato al cinema nel film Animals nel 2019, nel 2020 ha fatto il suo debutto sulle scene statunitensi quando è tornato ad interpretare Hamilton a Los Angeles, ancora una volta nel ruolo del protagonista.

## Filmografia parziale

### Cinema
- Animals, regia di Sophie Hyde (2019)
- Dopo Oliver (Good Grief), regia di Dan Levy (2023)

### Televisione
- Casualty – serie TV, 1 episodio (2013)
- Il serpente dell'Essex (The Essex Serpent), regia di Clio Barnard – miniserie TV (2022)

## Teatro
- Torn di Nathaniel Martello-White, regia di Richard Twyman. Royal Court Theatre di Londra (2016)
- Il diavolo bianco (o Vittoria Corombona) di John Webster, regia di Annie Ryan. Sam Wanamaker Playhouse di Londra (2017)
- Hamilton, libretto e colonna sonora di Lin-Manuel Miranda, regia di Thomas Kail. Victoria Palace Theatre di Londra (2017)
- Hamilton, libretto e colonna sonora di Lin-Manuel Miranda, regia di Thomas Kail.  Hollywood Pantages Theatre di Los Angeles (2021)
- Dr. Seuss's The Lorax, libretto di David Greig, colonna sonora di Charlie Fink, regia di Max Webster. Old Vic di Londra (2021)
- Patriots di Peter Morgan, regia di Rupert Goold. Almeida Theatre di Londra (2022)
- Imposter 22 di Molly Davies, regia di Hamish Pirie. Royal Court Theatre di Londra (2023)

## Riconoscimenti
- Evening Standard Theatre Award
  - 2018 – Miglior esordiente per Hamilton
- Premio Laurence Olivier
  - 2018 – Candidatura al miglior attore in un musical per Hamilton

## Doppiatori italiani
- Simone Crisari in Dopo Oliver
- Jacopo Venturiero in Il serpente dell'Essex